# Omero Antonutti
Omero Antonutti (Basiliano, provincia de Údine, 3 de agosto de 1935-Údine, 5 de noviembre de 2019) fue un actor y doblador italiano, que desarrolló parte de su carrera en España, recordándose su papel de Agustín en el largometraje El sur, dirigido por Víctor Erice en 1983.
El actor falleció en el hospital de Údine, donde estaba ingresado debido a complicaciones de un tumor que padecía.

## Trayectoria cinematográfica
En su trayectoria profesional se dedicó tanto al teatro como al cine, medio en el que destaca su estrecha colaboración con los hermanos Taviani en Padre padrone (1977), La noche de San Lorenzo (1982) —junto a Margarita Lozano— y Kaos (1984). También intervino en Sandino (1991), de Miguel Littín, en Farinelli, voce Regina (1991), de Gérard Corbiau y en Un héroe burgués (1994), de Michele Placido. 
Trabajó además para el doblaje y ganó el Anillo de Oro en la Finale Ligure por haber doblado a Richard Farnsworth en The Straight Story (Una historia verdadera/Una historia sencilla), de David Lynch, en 1999. Asimismo, puso la voz a Christopher Lee en la versión italiana de El Señor de los Anillos. 
Fue socio de la asociación cultural Claudio Gora para la promoción de la cultura literaria y el compromiso social.

## Filmografía selecta
- Padre padrone, de Paolo y Vittorio Taviani (1977).
- Alejandro el Grande, de Theo Angelopoulos (1980).
- La noche de San Lorenzo, de Paolo y Vittorio Taviani (1982).
- El sur, de Víctor Erice (1983).
- Kaos, de Paolo y Vittorio Taviani (1984).
- Golfo de Vizcaya, de Javier Rebollo (1985).
- Good morning, Babilonia, de Paolo y Vittorio Taviani (1986).
- El rey y la reina, de José Antonio Páramo (1986).
- El Dorado, de Carlos Saura (1988).
- Sandino, de Miguel Littín (1991).
- El maestro de esgrima, de Pedro Olea (1992).
- El laberinto griego de Rafael Alcázar (1993).
- Bajo bandera, de Juan José Jusid (1997).
- Tierra del Fuego, de Miguel Littín (2000).
- The God's Bankers, de Giuseppe Ferrara (2002).
- N. Napoleón y yo, de Paolo Virzi (2006).
- 14, Fabian Road, de Jaime de Armiñán (2008).